# Tissot
Tissot é uma empresa Suíça fabricante de relógios de luxo fundada em 1853 por Charles-Félicien Tissot e o seu filho Charles-Émile Tissot que estabeleceram a fábrica Tissot na comuna suíça de Le Locle, no cantão de Neuchâtel, nas montanhas Jura.
Tissot não deve ser confundidas com Mathey-Tissot, uma outra empresa suíça fabricante de relógios fundada por Edmond Mathey-Tissot, em 1886.

## História
Tissot introduziu o primeiro relógio de bolso produzido em massa, com duas zonas de tempo, em 1853, e o primeiro relógio anti-magnético em 1929~30. Charles-Émile Tissot partiu para a Rússia em 1858 e teve sucesso na venda dos seus relógios de bolso Savonnette em todo o Império Russo. Tissot foi a primeira a produzir relógios feitos de plástico (IDEA 2001, em 1971), pedra (The Alpine, relógio de granito, em 1985), madrepérola ( o relógio Pérola, em 1987), madeira (o relógio Wood em 1988). Tissot fundiu-se com a Omega em 1930. Relógios Tissot-Omega desta época são muito procurados por coleccionadores.
Ainda sediada em Le Locle, na Suíça, e presente em mais de 150 países ao redor do mundo,  a Tissot faz parte, desde 1983, do Swatch Group, o maior fabricante e distribuidor de relógios no mundo.
Tissot é a cronometrista oficial dos campeonatos mundiais de ciclismo, esgrima, motociclismo e hóquei no gelo. Foi também usado para a copa Davis em 1957 e no downhill skiing na Suíça, em 1938. O primeiro compromisso da Tissot como cronometrista oficial foi em 1938, quando foi cronometrada uma série de corridas de esqui em Villar, perto da cidade de origem da empresa nas montanhas Jura.
Para os primeiros eventos eram usados cronómetros de paragem manual pois eram suficientes para fornecer tempos oficiais. Atualmente a Tissot trabalha com vários organismos desportivos para desenvolver mais precisão na cronometragem dos eventos desportivos. No ciclismo competitivo, por exemplo, sensores são colocados nas bicicletas e nas pistas de corrida e são ligados por computadores de modo a fornecer dados com elevada exactidão.
A marca tornou-se famosa nos últimos anos pela sua tecnologia táctil ou T-Touch. Vários modelos de relógios têm vidros em safira sensíveis ao toque. Desta forma é possível controlar as funções avançadas disponíveis nos modelos T-touch, tais como bússola, barómetro, altímetro e termómetro. Relógios T-touch foram vistos em filmes como Lara Croft Tomb Raider: The Cradle of Life e Mr. & Mrs. Smith.
Entre as pessoas famosas que usaram relógios Tissot estão a actriz Sarah Bernhardt, a cantora Carmen Miranda, Elvis Presley, Grace Kelly e Nelson Mandela. James Stewart  também usou um relógio Tissot  no filme Rear Window.[carece de fontes?]

## Pessoas e eventos patrocinados
- Nicky Hayden, Piloto americano de MotoGP
- Danica Patrick, Condutora Americana de Indycar
- Michael Owen, Futebolista Inglês
- Huang Xiaoming, Actor Chinês
- Barbie Hsu, Actor Tailandês
- Deepika Padukone, Actriz Indiana
- Thomas Lüthi, Piloto Suíço de 250cc
- CBA Cronometrista oficial
- IIHL Cronometrista oficial
- NASCAR Cronometrista oficial
- MotoGP Cronometrista oficial
- AFL Cronometrista oficial
- Asian Games Cronometrista oficial
- Steven Stamkos Jogador de hóquei
- Tony Parker Jogador de basquetebol

## Modelos de Relógios

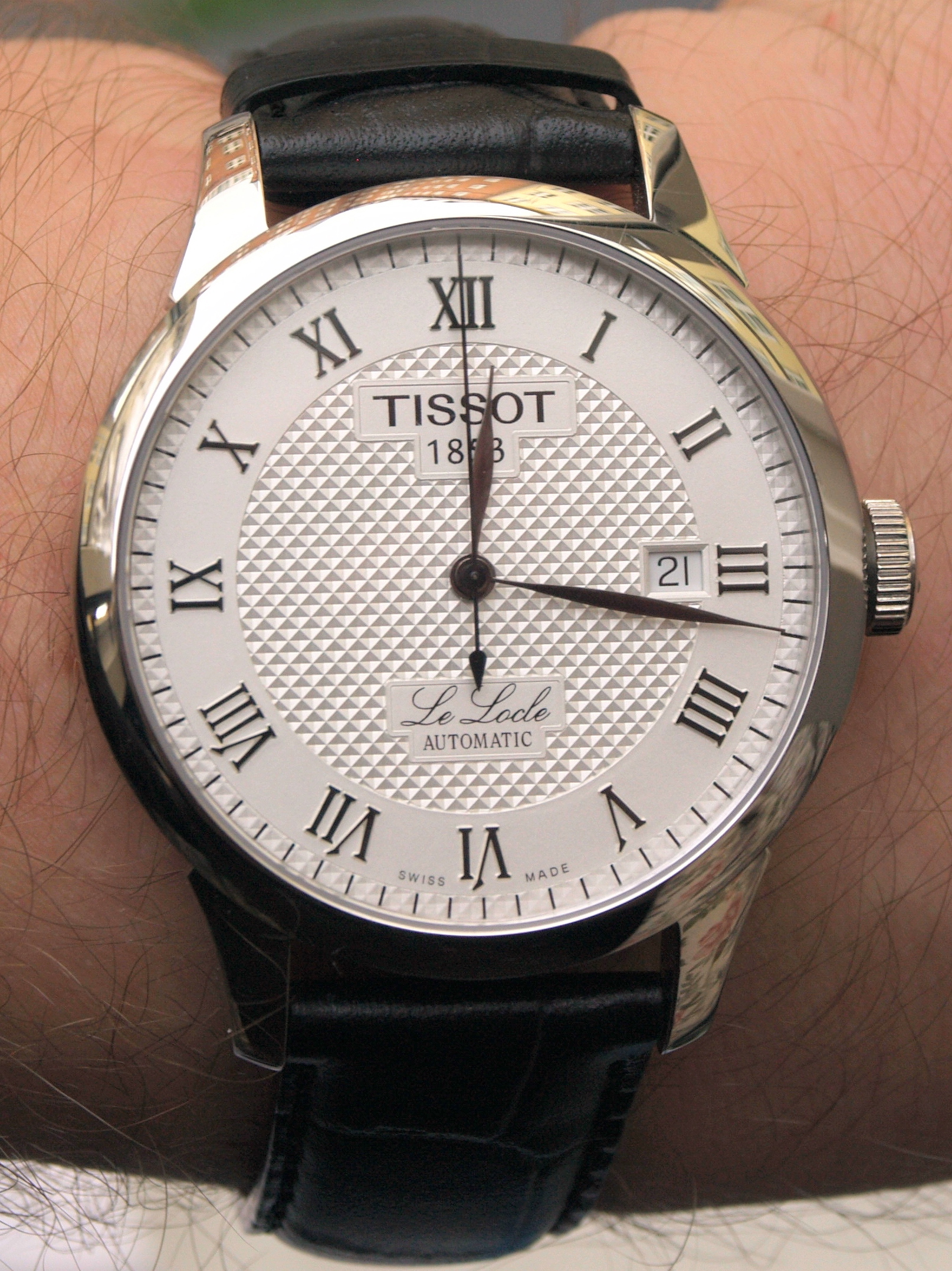
Tissot Le Locle

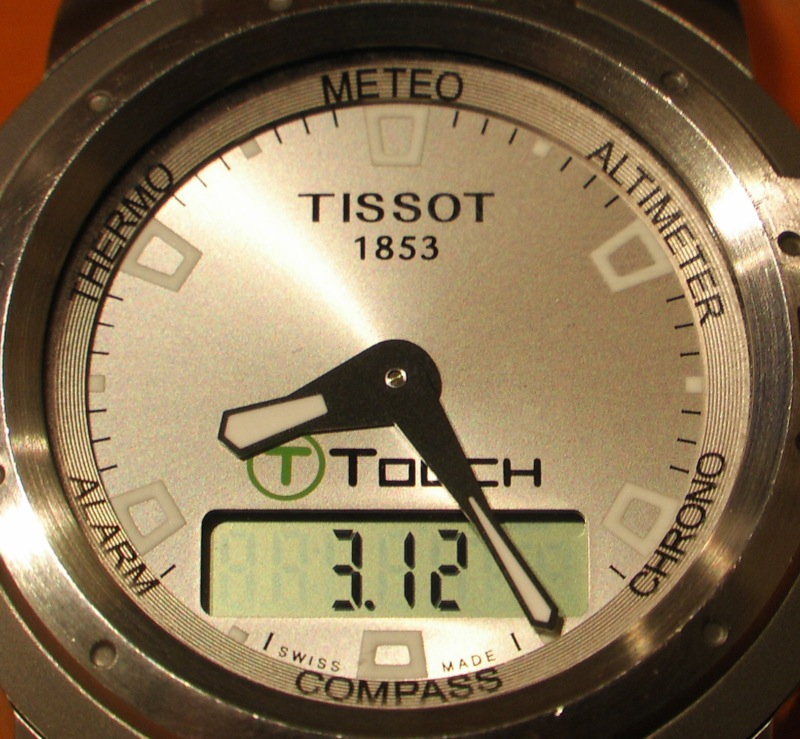
Tissot T-Touch

- Sailing T-Touch
- SeaTouch
- T-Touch Expert
- T-Touch
- T-Touch II
- T-Race MotoGP
- T-Race
- T-Navigator 3000
- T-Sport
- TXL & TXS
- PRS 516
- PRS 200
- PRC 200 Chronograph
- PRC 200
- PRC 100
- PR 50
- Bascule
- Six-T
- T-Wave
- Ice-T
- Equi-T
- Diver Seastar Automatic 1000
- Seastar 660
- Seastar 7
- Seastar 2
- Bellflhour
- Flower Power
- V8
- Cocktail
- Le Locle
- Heritage
- T-Lord
- LOVE T-TOUCH
- Stylist BB
- High-T
- Visodate
- Veloci-T
- Chemin des Tourelles Powermatic 80